# Лілі Браун
Лілі Браун (нім. Lily Braun, до шлюбу Амалія фон Кречман (Amalie von Kretschmann); 2 липня 1865 — 8 серпня 1916) — німецька письменниця, редакторка, соціалістка і феміністка, діячка Соціал-демократичної партії.

## Біографія
Народилася в місті Гальберштадті прусської провінції Саксонія в родині генерала від інфантерії прусської армії Ганса фон Кречмана і його дружини Дженні, уродженої фон Густедт (1843—1903). Бабуся по материнській лінії, письменниця Женні фон Густедт (1811—1890), була позашлюбною дочкою Жерома Бонапарта і Діани Рабі фон Паппенгайм. Племінниця Амалії фон Кречман, Маріанна фон Кречман, пошлюбила Ріхарда фон Вайцзеккера, президента Німеччини з 1984 по 1994 рік.
Вихована у відповідності з «прусськими чеснотами» порядку і дисципліни, Амалія фон Кречман, в той же час, під впливом бабусі виросла впертою та відкритою особистістю. З раннього віку почала піддавати сумніву традиційні цінності своїх батьків, а також пригноблене становище жінок у прусському суспільстві. Коли батько вийшов на пенсію в 1890 році, Амалія стала забезпечувати себе самостійно на заробітки від видання робіт з історії літератури.
Вирвавшись з аристократично-консервативного середовища, фон Кречман приєдналася до «етичного руху», який прагнув встановити систему моралі замість традиційних релігій. З 1893 року була в нетривалому шлюбі з його очільником, філософом в Університеті Фрідріха-Вільгельма в Берліні Георгом фон Гіжицьким — засновником «Товариства етичної культури». Він був пов'язаний із соціал-демократичною партією, однак не був її членом.
Після смерті чоловіка в 1896 році одружилася з соціал-демократичним політиком і публіцистом Генріхом Брауном, з яким спільно видавала реформістський часопис «Die Neue Gesellschaft». Народила сина (поет Отто Браун, убитий на Західному фронті в останні місяці першої світової).
Важко переживаючи долю сина, Лілі Браун померла в Целендорфі (нині частина Берліна) від наслідків інсульту у 51 рік. Її чоловік Генріх Браун одружився з Джулі Браун-Фогельштейн, яка виступила редакторкою зібрання творів Лілі Браун.

## Феміністсько-політична діяльність
Амалія фон Кречман зацікавилася ідеями соціалізму та фемінізму, працюючи журналісткою в жіночій газеті «Die Frauenbewegung». Ще до офіційного вступу до СДПН написала кілька творів, присвячених жіночому питанню. Головні роботи фон Кречман на феміністичну тематику: «Die Frauenfrage» (укр. — «Жіноче питання, його історичний розвиток та його економічна сторона», 1904), «Frauenarbeit und Hauswirtschaft» («Жіноча праця і домашнє господарство», 1896), «Die Politik und die Frauen» («Політика і жінки», 1904).
Лілі Браун приєдналася до СДПН в ранньому віці і стала однією з лідерок німецького феміністського руху. Вона належала до ревізіоністського крила, діячки якого відкидали теорію історичного матеріалізму і соціалістичну революцію і віддавали перевагу культурній діяльності замість класової боротьби. Спроби Браун стати посередницею між пролетарськими та буржуазними феміністськими колами різко критикували. Аналогічно були відхилені її пропозиції суміщення сім'ї та трудового життя.
Феміністичні праці Лілі Браун критикували соціалістичні феміністки, зокрема, Клара Цеткін, тоді як кола середнього класу знаходили її ідеї надто радикальними. «Естетично-інтелігентський підхід до соціальних проблем заважав їй тісно зв'язатися з масовим робочим рухом. Приєднавшись до реформістського крила німецької соціал-демократії, вона не могла знайти загального тону зі своїми партійними однодумцями».
Тодішні погляди Браун відображені в «Шукачах життя» (1907) і особливо у двотомнику «Мемуари соціалістки» («Memoiren einer Sozialistin», 1909—1911), що викликали критику з боку соціал-демократичної преси.
Розчарувавшись у політичній діяльності, Браун звернулася до літератури. У нашумілому романі «В тіні титанів» (1908), написаному на основі життя її бабусі-письменниці, Лілі Браун зображує культурне життя у Веймарі часів Гете. У 1912 року випускає роман «Die Liebesbriefe einer Marquise» (укр. «Листи маркізи»), що зображує звичаї дворянства напередодні Великої французької революції. Роман написаний у формі листів, перший з яких датований 16 червня 1771 року, останній — 6 серпня 1789 року. Критика відмічала літературну майстерність, детальне знання епохи, аналіз людських переживань.